# Haut-Lomami

Haut-Lomami.

Haut-Lomami ("övre Lomami") är en provins i Kongo-Kinshasa med huvudstaden Kamina. Provinsen är en av fyra delar av den tidigare provinsen Katanga som delades enligt planer i den nya konstitutionen 2006, genomförda 2015. Provinsen har ungefär 2,5 miljoner invånare och det officiella språket är swahili.
Provinsen delas administrativt in i territorierna Bukama, Kabongo, Kamina, Kaniama och Malemba-Nkulu.